# 詩編137

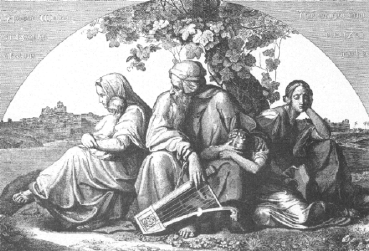
バビロンの川のほとりで（Ferdinand Ruscheweyh 1785–1845 画）

詩編137（しへんひゃくさんじゅうなな、または詩篇137篇、正教会訳で第百三十六聖詠）は『旧約聖書』（ユダヤ教聖書）の『詩編』の第137目の詩で、バビロン捕囚の後で、イスラエル人がエルサレムを懐かしむ歌である。 
日本語では、「バビロンの流れのほとりに座り、シオンを思って、わたしたちは泣いた。」（新共同訳聖書）、「バビロンの川のほとり、そこで、私たちはすわり、シオンを思い出して泣いた。 」（新改訳聖書）、「我等嘗てワワィロンの河邊に坐し、シオンを想いて泣けり。」（日本ハリストス正教会訳）で始まる。

## テーマ

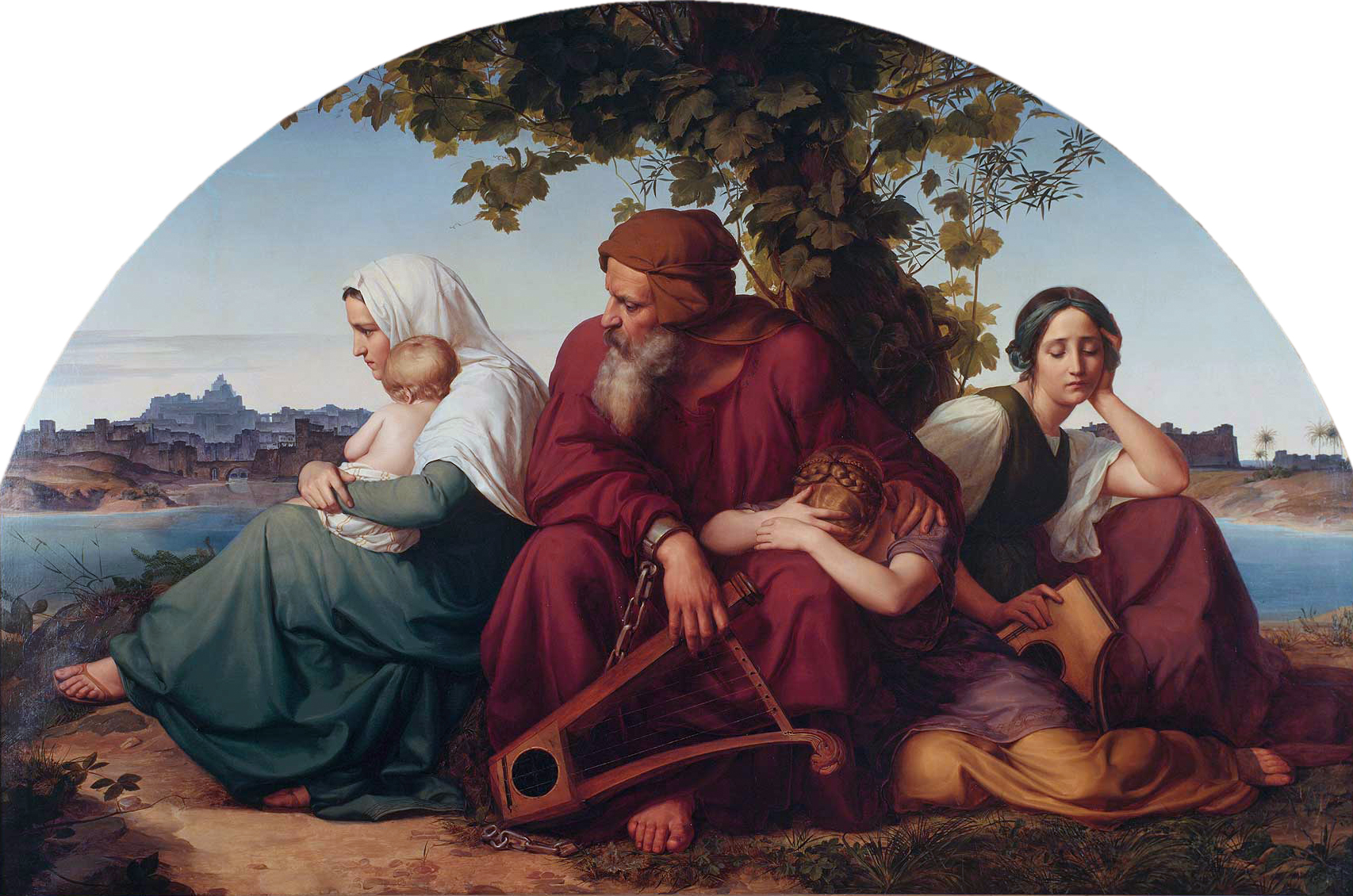
『バビロンの川のほとりで』 エドゥアルド・ベンデマン、1832年頃

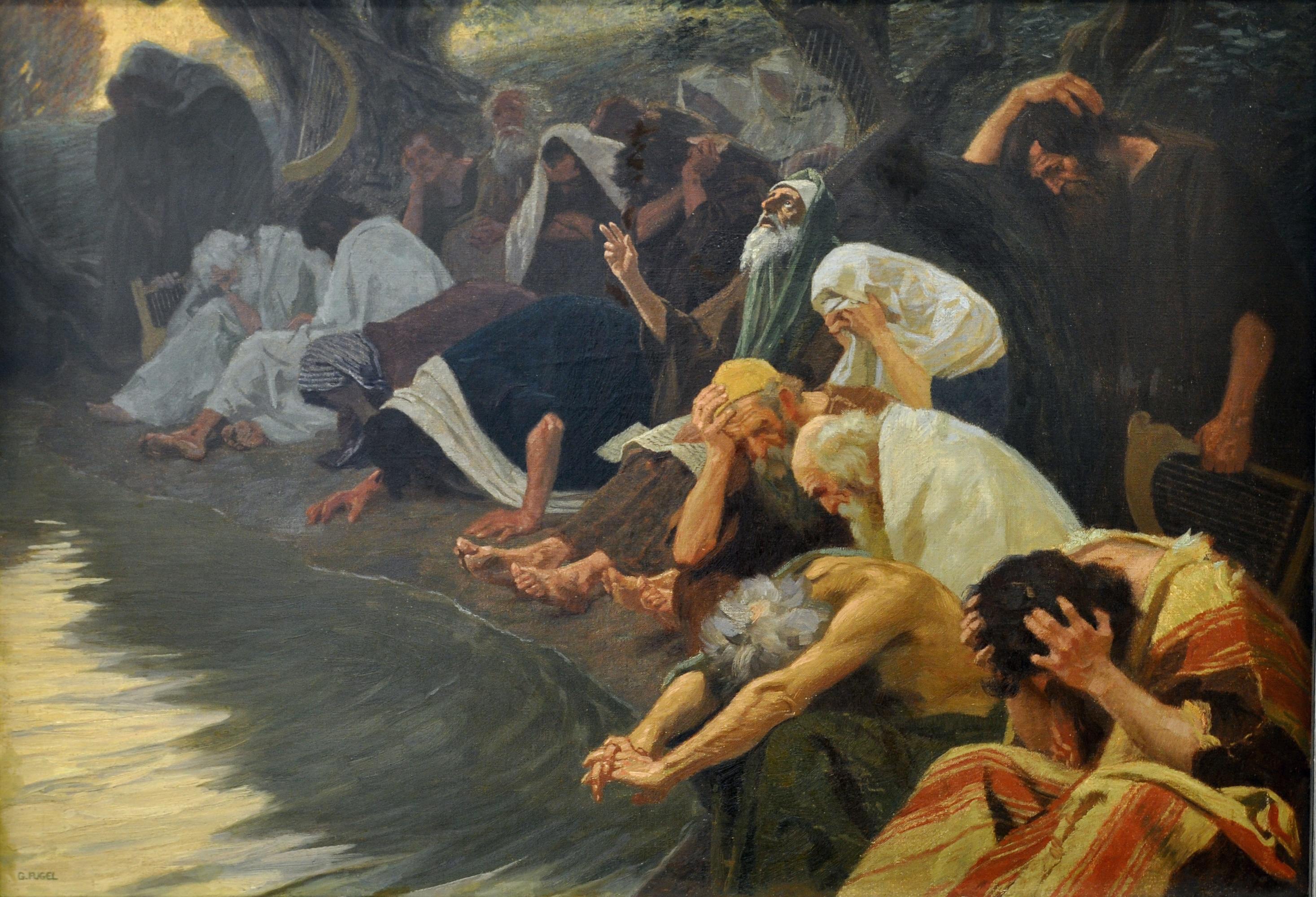
『バビロンの川のほとりで』 Gebhard Fugel, 1920年頃

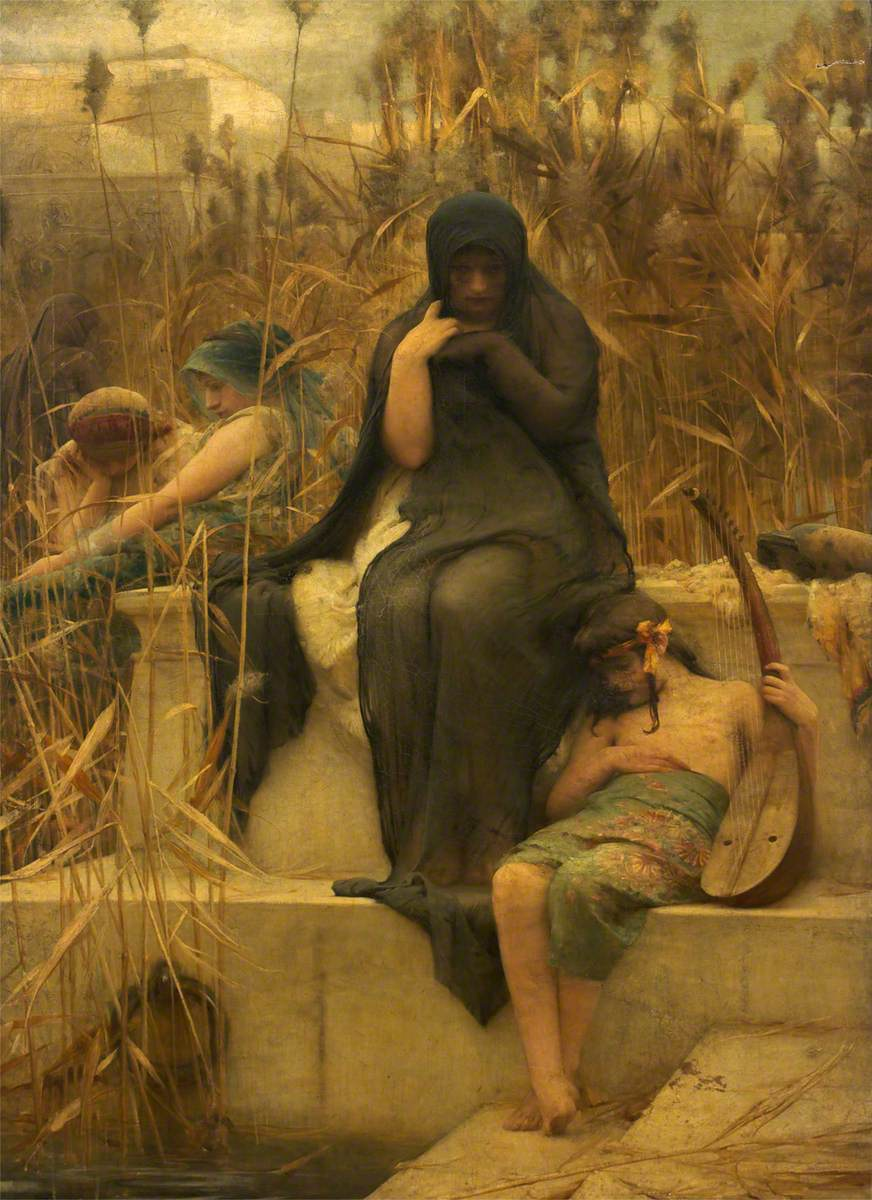
『バビロンの川のほとりで』 Arthur Hacker, 1888年頃

この詩は紀元前607年にエルサレムがバビロニアにより陥落して、バビロン捕囚に遭った時に、ユダヤ人たちがエルサレムを懐かしく思いだす内容である。「バビロンの流れ」とはユーフラテス川、チグリス川、またはそれらの支流である。バビロンへの神の復讐を予言した7～9節は、後述の讃美歌などでは省かれることが多い。
1. バビロンの流れのほとりに座り

   シオンを思って、わたしたちは泣いた。

2. 竪琴は、ほとりの柳の木々に掛けた。

3. わたしたちを捕囚（ほしゅう）にした民が　

      歌をうたえと言うから　

   わたしたちを嘲る民が、楽しもうとして

   「歌ってきかせよ、シオンの歌を」というから。

 

4. どうして歌うことができようか 

   主のための歌を、異教の地で。

 

5. エルサレムよ

   もしも、わたしがあなたを忘れるなら

      わたしの右手はなえるがよい。

6. わたしの舌は上顎にはり付くがよい 

   もしも、あなたを思わぬときがあるなら

   もしも、エルサレムを

      わたしの最大の喜びとしないなら。

 

7. 主よ、覚えていてください 

      エドムの子らを

      エルサレムのあの日を

      彼らがこう言ったのを

      「裸にせよ、裸にせよ、この都の基（もとい）まで。」

 8. 娘バビロンよ、破壊者よ

    いかに幸いなことか

   お前がわたしたちにした仕打ちを

      お前に仕返す者

 9. お前の幼子を捕らえて岩にたたきつける者は。(新共同訳聖書から)

## その他
この詩はユダヤ教、カトリック、その他のキリスト教会で使われている。様々にも楽曲となっている。また、ヴェルディは歌劇『ナブッコ』の中で、詩編137に題材を取って有名な合唱曲「行け、我が想いよ」（別名：ヘブライの囚人の合唱）を作曲している。
文学上は、小説家ウィリアム・フォークナーが小説『野生の棕櫚』の原題にもしていて、哲学者の森有正はこの詩の最初の行を題名にしてエッセイ『バビロンの流れのほとりにて』（1968年）を書いている。
実在するヤナギの木では、コトカケヤナギの名や、シダレヤナギを英語で「WEEPING WILLOW（泣いている柳）」と呼ぶことや学名Salix babylonicaもこの詩からついた。

## 参照項目
- 詩篇
- バビロン捕囚